# كلود سيكارد

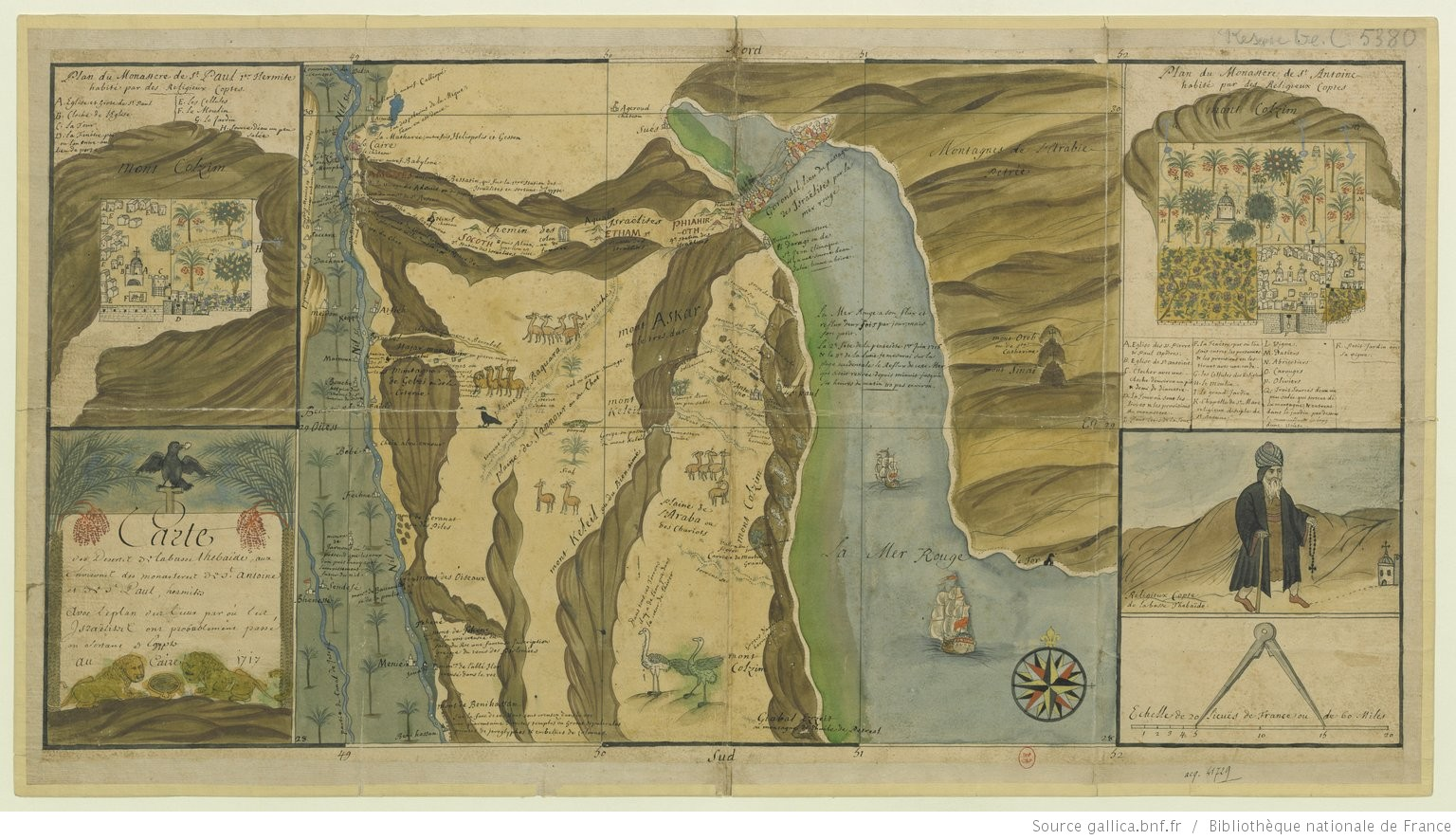
خريطة مصر لسيكارد عام 1717

الأب كلود سيكارد (بالفرنسية: Claude Sicard)‏ (1677–1726) كان قس يسوعي فرنسي، ومن أوائل من زاروا مصر، بين عامي 1708 و1712، وتعتبر خريطته لمصر من أقدم الخرائط المعروفة لها. وكان مشرفا على إرسالية اليسوعين في القاهرة.
كان سيكارد عالما، وبلغ درجة الأستاذية في معهد اللاهوت بليون بعمر ال 22. كان متمكنا من اللغة اللاتينية، واليونانية، والقبطية، والعربية. كما كان ماهرا في رسم الخرائط. وكان يهدف لتحويل الأقباط المصريين الأرثوذكس إلى الكاثوليكية.
كان سيكارد مشرفا على إرسالية اليسوعين في القاهرة.وكان لا يأكل إلا الخضروات والتزم بنهج الحياة المصري لمدة تسع سنوات متعاقبة.
كان أول أوروبي يحدد مكان مدينة طيبة في الأقصر. وتعرف على بقايا الآثار في الكرنك والأقصر على أنهم من آثار مدينة طيبة القديمة. وعلق سيكارد قائلاً: «بقاياها عظيمة وأغلى مما يستطيع العقل تصوره.»
مات سيكارد بالطاعون، عندما كان يطبب المصابين به في عام 1726.